# Cantón de Creully
El cantón de Creully era una división administrativa francesa, que estaba situada en el departamento de Calvados y la región de Baja Normandía.

## Composición
El cantón estaba formado por veinticinco comunas:
- Amblie
- Anguerny
- Anisy
- Basly
- Bény-sur-Mer
- Cairon
- Cambes-en-Plaine
- Colomby-sur-Thaon
- Coulombs
- Courseulles-sur-Mer
- Creully
- Cully
- Fontaine-Henry
- Lantheuil
- Lasson
- Le Fresne-Camilly
- Martragny
- Reviers
- Rosel
- Rucqueville
- Saint-Gabriel-Brécy
- Secqueville-en-Bessin
- Thaon
- Vaux-sur-Seulles
- Villons-les-Buissons

## Supresión del cantón de Creully
En aplicación del Decreto nº 2014-160 de 17 de febrero de 2014, el cantón de Creully fue suprimido el 22 de marzo de 2015 y sus 25 comunas pasaron a formar parte; diecisiete del nuevo cantón de Bretteville-l'Orgueilleuse, cinco del nuevo cantón de Courseulles-sur-Mer, una del nuevo cantón de Bayeux, una del nuevo cantón de Caen-2 y una del nuevo cantón de Ouistreham.